# Лилльхаге, Юсефин
Юсефин Лилльхаге (швед. Josefin Lillhage; р. 15 марта 1980, Гётеборг, Швеция) — шведская пловчиха вольным стилем. Представляла Швецию в плавании на летних Олимпийских играх 1996 года, а также в 2000, 2004 и 2008 годах. В заплыве на 200 метров вольным стилем на чемпионате мира по водным видам спорта 2005 года в Монреале завоевала бронзовую медаль, заняв третье место.

## Персональный зачёт

### Дистанция на 50 метров
| Событие                   | Время   | Результат | Дата            | Мероприятие      | Место проведения    | Примечания |
| ------------------------- | ------- | --------- | --------------- | ---------------- | ------------------- | ---------- |
| 100 метров вольным стилем | 54,07   | NR        | 13 августа 2008 | Олимпийские игры | Пекин, Китай        |            |
| 50 метров вольным стилем  | 1.57,78 | NR        | 13 августа 2008 | Чемпионат мира   | Мельбурн, Австралия | [ 4 ]      |

Обозначения: NR — национальный рекорд Швеции.

### Дистанция в 25 метров
| Событие                                    | Время   | Результат | Дата            | Мероприятие                                             | Место проведения  |
| ------------------------------------------ | ------- | --------- | --------------- | ------------------------------------------------------- | ----------------- |
| 50 метров вольным стилем                   | 24,28   | (sf)      | 13 декабря 2009 | Европейский чемпионат по плаванию на короткие дистанции | Стамбул, Турция   |
| 100 метров вольным стилем                  | 52,45   | (sf)      | 10 декабря 2009 | Европейский чемпионат по плаванию на короткие дистанции | Стамбул, Турция   |
| 200 метров вольным стилем                  | 1.53,55 | NR        | 16 декабря 2007 | Европейский чемпионат по плаванию на короткие дистанции | Дебрецен, Венгрия |
| 400 метров вольным стилем                  | 4.05,40 |           | 11 марта 2004   | Чемпионат Швеции                                        | Мальмё, Швеция    |
| 100 метров индивидуальным смешанным стилем | 59,84   |           | 29 ноября 2008  | Чемпионат Швеции                                        | Стокгольм, Швеция |

Обозначения: NR — национальный рекорд Швеции; (sf) — полуфинал.

## Клубы
- Simavdelningen 1902
- Göteborg Sim (—1999)
- Väsby SS (1999—)